# Anni 1210
Gli anni 1210 sono il decennio che comprende gli anni dal 1210 al 1219 inclusi.

## Eventi, invenzioni e scoperte

### Eventi
- 1213: la Battaglia di Muret, spartiacque nella storia della Crociata Albigese, porta alla temporanea sconfitta della fazione eretica (Pietro II re d'Aragona, che muore, e Raimondo VI conte di Tolosa) contro quella dei crociati (Simone di Montfort e Filippo II Augusto).

- 1214: colla Battaglia di Bouvines Filippo Augusto sconfigge l'Imperatore Ottone IV, alleato di Giovanni re d'Inghilterra.

- 1215: in conseguenza della Battaglia di Bouvines Ottone IV è deposto dai suoi vassalli, che eleggono al suo posto Federico II di Svevia, il quale subito promette di farsi crociato (la Crociata avrà luogo solo nel 1228).
- 1215: nel giugno, in conseguenza della Battaglia di Bouvines, Re Giovanni, a cui sul continente rimase solo l’Aquitania, viene costretto dai baroni inglesi, che approfittarono del momento di debolezza del Sovrano, a concedere la Magna Charta Libertatum.
- 1215: Innocenzo III presiede il Concilio Lateranense IV, che si conclude colla proclamazione, il 14 dicembre, della Quinta Crociata.
- 1216: fondazione dell'Ordine Domenicano
- 1217-1221: Quinta crociata:
  - 1219: San Francesco si reca in visita a Damietta, mentre è in corso l'assedio della città islamica da parte dei crociati, per convertire i musulmani. Dopo un fallimentare ricevimento dal Sultano, egli fa ritorno in Europa.

## Personaggi
- papa Innocenzo III (morto nel 1216)
- San Francesco d'Assisi
- Filippo II Augusto
- Simone di Montfort, cavaliere francese, partecipò alla Quarta Crociata e diresse le operazioni della Crociata Albigese fino alla sua morte nel 1217
- Raimondo VI Conte di Tolosa, principale esponente della fazione eretica nella Crociata Albigese